# Grotte de Maltravieso
La grotte de Maltravieso est un site archéologique située dans la commune de Cáceres (Estrémadure en Espagne),.
Elle a été occupée par l'homme à différentes époques de la Préhistoire. Elle se trouve dans la zone calcaire au sud de la capitale de Cáceres, populairement connue sous le nom d' El Calerizo . D'autres grottes à proximité sont El Conejar et Santa Ana.
Le site a été classé Bien d'intérêt culturel en 1963 (RI-51-0010099).

## Découverte
En 1951, à la suite de l'explosion d'un trou de forage dans une mine exploitée pour obtenir de la chaux, une entrée vers une cavité est apparue qui correspondait à l'une des salles de la grotte de Maltravieso. Les ouvriers sont entrés à l'intérieur et ont trouvé des restes humains associés à de la céramique. Plusieurs crânes d' Homo sapiens ont été exhumés plus tard, dont l'un présentait une trépanation. Ces découvertes alertèrent plusieurs personnalités locales, comme Orti Belmonte (alors directeur du Musée Provincial), le comte de San Miguel (académicien d'Histoire), Eduardo et Francisco Hernández Pacheco et José Álvarez Sáenz de Buruaga, qui diffusèrent la nouvelle dans les Archives Archéologiques Espagnoles. Une figure importante est Carlos Callejo Serrano (es) , qui est devenu chroniqueur et érudit de la cavité dans les premières années après sa découverte.

## Peinture rupestre
Lors d'une visite effectuée à la fin de 1956, Carlos Callejo Serrano, désireux de connaître tout le parcours de la grotte, découvre la présence de peintures rupestres sur les parois, attribuées en 1958 au Paléolithique supérieur : neuf panneaux peints, avec au total trois motifs artistiques principaux (mains négatives, séries de points et triangles).

## Protection du site
En 1963, et grâce aux efforts de plusieurs chercheurs, la grotte de Maltravieso a été déclarée Monument Historique et Artistique, sur la base de la loi républicaine pour Protection du Trésor Artistique National. Dans le même temps, des entrées incontrôlées de visiteurs se sont produites, qui, en utilisant divers moyens d'éclairage, comme brûler des semelles de chaussures, ont gravement endommagé les peintures. 

### Création du Centre d'Interprétation de Maltravieso

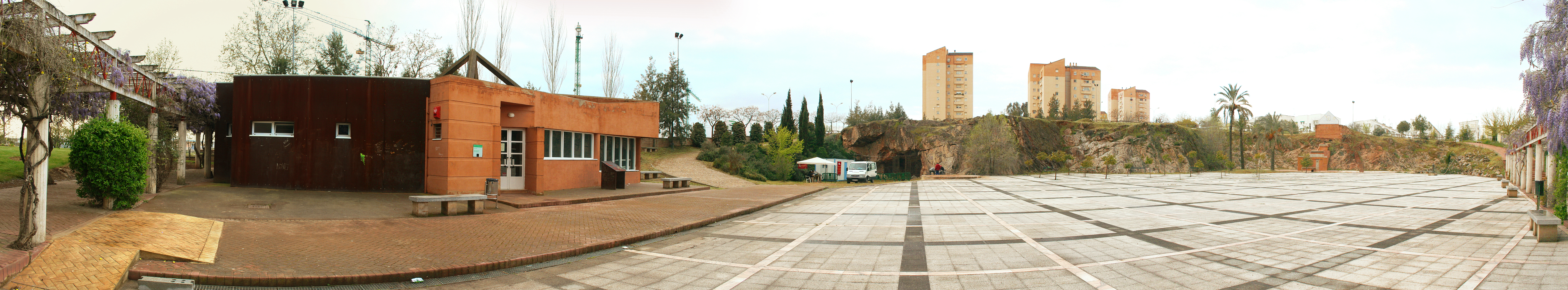

Grâce aux recherches menées jusqu'alors, un Centre d'Interprétation a été ouvert en 1999, intégré au Réseau des Musées d'Identité d'Estrémadure, et dépendant du Musée de Cáceres. Depuis 1987, le Conseil provincial a promu la réhabilitation de la zone de la grotte en l'incluant dans la zone urbaine de la ville, pour éviter la situation d'abandon et de dégradation qu'elle souffrait jusqu'alors.